# Aventino Frau
Aventino Frau (Piovene Rocchette, 3 marzo 1939 – Peschiera del Garda, 12 marzo 2020) è stato un politico italiano.

## Prima attività politica
Inizia l'attività politica, giovanissimo, nelle file della Democrazia Cristiana (DC) e nel 1960 a soli 21 anni, appena maggiorenne, è eletto sindaco di Puegnago del Garda. Nel 1964 diventa sindaco di Gardone Riviera, dove sarà rieletto per altre tre legislature e, più tardi, come presidente della Comunità della regione del Garda e, successivamente, dell'USSL del Garda bresciano.
Dopo essere stato, a vent'anni, membro della Direzione nazionale del Movimento giovanile, sempre nel 1964, diventa consigliere nazionale della DC. Nel 1967 è capo della Segreteria politica nazionale con l'onorevole Mariano Rumor.
Nel 1971 è segretario provinciale della DC bresciana.
Nel 1972, VI legislatura, viene eletto deputato con 50.000 preferenze personali. Fa parte della Commissione Finanze e Tesoro e della Commissione Difesa, nonché della Bicamerale per la Riforma Tributaria. È relatore di diversi disegni di legge, fra i quali il DDL sul bilancio del tesoro nel 1973, e di numerosi provvedimenti in materia economica.
Nel 1984 abbandona l'impegno politico dedicandosi esclusivamente alla professione di avvocato internazionalista.
Risultato nella Lista degli appartenenti alla P2, ha agito giudizialmente contro tale inserimento.

## Impegno politico nel Veronese
Riprenderà l'attività politica solo nel 1994, con il movimento di Forza Italia. Ne diventa coordinatore provinciale per Verona e vice coordinatore regionale per il Veneto. Nel 1995 è candidato del Polo per la Presidenza della Provincia di Verona, vinta dalla Lega col sostegno delle sinistre, e sarà presidente del gruppo di opposizione.
Nel 1996, XIII legislatura, viene eletto deputato al Parlamento per il Collegio di Legnago con la più alta percentuale di voti nel Veneto tra gli eletti del Polo delle Libertà. In questo mandato diviene membro del Direttivo del gruppo parlamentare di Forza Italia, Capogruppo della Commissione Affari Costituzionali e della Presidenza del Consiglio e membro della Commissione Esteri della Camera dei Deputati.
Nel 2001, XIV legislatura, è eletto senatore della Repubblica dalla città di Verona, divenendo vicepresidente vicario della Commissione Affari Esteri, membro della Giunta delle Elezioni e delle Immunità, della Commissione Industria Commercio e Turismo, della Giunta per i procedimenti di accusa, del Comitato per gli italiani all'estero, della Commissione bicamerale d'inchiesta sull'occultamento dei crimini nazifascisti e della Commissione d'inchiesta sull'uranio impoverito.
Nel 2002, alle elezioni amministrative della città di Verona, si presenta come candidato sindaco con la lista “Difendi Verona”, in polemica con le scelte del suo partito, da lui considerate errate e risultate perdenti. Gli elettori confermano le sue previsioni. Viene eletto presidente del Consiglio comunale di Verona.
A seguito di ciò, pur rimanendo nell'area politica di centro-destra, entra a far parte del gruppo Per le Autonomie al Senato e collabora con l'onorevole Mario Segni e il presidente Carlo Scognamiglio alle iniziative liberaldemocratiche. Alle elezioni europee del 2004 si candida, senza successo, con la lista del Patto Segni-Scognamiglio. È stato direttore politico del quotidiano Il Patto. In vista delle elezioni politiche del 2006, annuncia di non ricandidarsi ponendo fine alla propria esperienza parlamentare.

## La Comunità del Garda, l'Iceps e altri enti
Sempre nel 2006, è chiamato alla Presidenza della Comunità del Garda, l'ente territoriale interregionale dei comuni della regione del Garda, composta da sessanta comuni in tre regioni e quattro province.
Nel corso della sua intensa carriera politico-amministrativa, è stato fondatore e primo presidente della nuova Comunità del Garda - dove ha promosso e realizzato il grande "Piano di salvaguardia delle acque del lago di Garda" - e del "Consorzio Garda Uno" per la gestione e la tutela delle acque del Garda; Vice Presidente della Fondazione del Vittoriale degli italiani; e fondatore e presidente dell'Anit, Associazione Nazionale dei Comuni Turistici. Ha creato, inoltre, il primo centro Congressi del Garda, dirigendolo per vari anni quale presidente.
Cofondatore, con gli on. li Pedini e Zagari, segretario generale e poi presidente dell'Iceps - Istituto per la cooperazione economica e i problemi dello sviluppo (ente internazionalistico e organo consultivo dell'ONU) - ha diretto numerose missioni economiche e politiche in varie parti del mondo.

## L'insegnamento universitario
Ha mantenuto l'impegno universitario a Roma ed è stato relatore e docente in vari master e corsi, legati al Diritto internazionale e allo sviluppo. È autore del testo universitario Il Diritto della Cooperazione Internazionale allo Sviluppo, edito da Cedam.

## L'avvocatura
Come avvocato, ha esercitato l'attività con particolare specializzazione in diritto internazionale, contrattualistica e diritto societario con numerosi collegamenti internazionali e relazioni professionali in diversi paesi esteri, dall'Africa ai paesi dell'Est. Ha partecipato a numerosi congressi e convegni internazionali, come coordinatore e come relatore.

## Il giornalismo
Come giornalista pubblicista intenso è stato il suo impegno che lo ha portato a collaborare con quotidiani e riviste. È stato direttore del bimestrale Nuovi Quaderni Veneti, rivista di politica, economia e cultura, ed editorialista per altre testate; fa parte del Comitato scientifico di Nike, rivista di scienze politiche; ha fondato e dirige I quaderni del Garda, trimestrale di cultura, ambiente, economia del territorio della regione gardesana.

## Onorificenze
- Cittadino onorario di Puegnago del Garda 9 aprile 2000
- Cittadino onorario di Gardone Riviera 19 maggio 2013
- Cittadino onorario di Salò 27 novembre 2015
- Presidente onorario della Comunità del Garda
- Socio onorario del Rotary Club

## I libri
Come scrittore, ha pubblicato:
- Lasciatemi dire, SEN editrice
- La congiura del vivere - Seneca ed il nostro tempo, Solfanelli.
- Italia, Italia, Bardi ed.
- Oltre le mura, Arsenale ed.
- Discorsi in Parlamento, Clanto ed.
- La rivolta dei fedeli, G&G.
- Il Diritto della Cooperazione Internazionale allo Sviluppo, Cedam ed.
- Un centro-destra compatibile, Rubbettino.
- Verde verde, azzurro mio - Ricordi di un'epoca (1954-1964), Edizioni Clanto.
- Agenda per un paese immobile e un partito che non c'è, Cierre Grafica.
- L'uomo con la forcella, Cierre Grafica.
- Mille giorni difficili, Cierre Grafica